# Antygomonas oreas
Antygomonas oreas is een soort in de taxonomische indeling van de stekelwormen.
De diersoort behoort tot het geslacht Antygomonas en behoort tot de familie Antygomonidae. De wetenschappelijke naam van de soort werd voor het eerst geldig gepubliceerd in 1996 door Bauer-Nebelsick.